# 1384 Kniertje
1384 Kniertje (1934 RX) là một tiểu hành tinh vành đai chính được phát hiện ngày 9 tháng 9 năm 1934 bởi H. van Gent ở Johannesburg (LS).